# 罗西耶尔 (瓦兹省)
罗西耶尔（法語：Rosières，法語發音：[ʁozjɛʁ]）是法国瓦兹省的一个市镇，属于桑利斯区。

## 地理
罗西耶尔（49°11'18"N, 2°46'42"E）面积9.27 平方千米，位于法国上法蘭西大區瓦兹省，该省份为法国北部内陆省份，北起索姆省，西接厄尔省和滨海塞纳省，南至塞纳-马恩省和瓦兹河谷省，东临埃纳省。
与罗西耶尔接壤的市镇（或旧市镇、城区）包括：欧热圣樊尚、巴龙、弗雷努瓦勒吕阿、韦尔西尼。

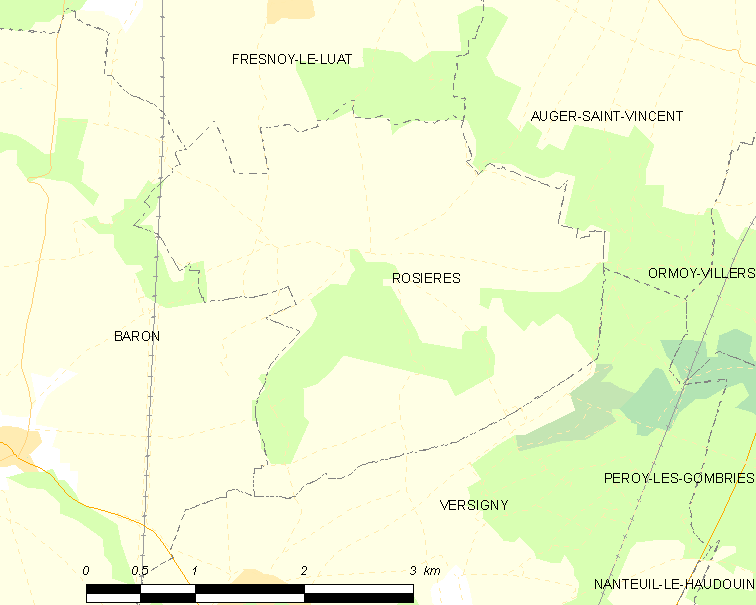
的OSM定位图

罗西耶尔的时区为UTC+01:00、UTC+02:00（夏令时）。

## 行政
罗西耶尔的邮政编码为60440，INSEE市镇编码为60546。

## 政治
罗西耶尔所属的省级选区为楠特伊勒欧杜安县。

## 人口

1962-2008年间人口变化图示

罗西耶尔于2022年1月1日时的人口数量为143人。